# Black Eyed Man
Black Eyed Man è il quarto album dei Cowboy Junkies, pubblicato dalla RCA Records nel febbraio del 1992.
In questo disco il gruppo canadese dedica più attenzione alla parti strumentali. Quasi tutti i pezzi portano la firma di Michael Timmins, ad eccezione di Cowboy Junkies Lament di Townes Van Zandt, un'attestazione di stima del cantautore texano per il gruppo canadese, che ricambia con Townes' Blues.

## Tracce
Brani composti da Michael Timmins, eccetto dove indicato
1. Southern Rain – 4:49
2. Oregon Hill – 4:53
3. This Street, That Man, This Life – 3:13
4. A Horse in the Country – 3:48
5. If You Were the Woman and I Was the Man – 3:11
6. Murder, Tonight, in the Trailer Park – 4:31
7. Black Eyed Man – 3:14
8. Winter's Song – 2:57
9. The Last Spike – 4:22
10. Cowboy Junkies Lament – 3:06 (Townes Van Zandt)
11. Townes' Blues – 3:10
12. To Live Is to Fly – 4:52 (Townes Van Zandt)

Durata totale: 46:06

## Musicisti
Southern Rain
- Margo Timmins - voce
- Michael Timmins - chitarra
- Alan Anton - basso
- Peter Timmins - batteria
- Jaro Czerwinec - accordion
- Dave Allen - fiddle
- Ken Myhr - chitarra solista
- David Houghton - percussioni

Oregon Hill
- Margo Timmins - voce
- Michael Timmins - chitarra
- Alan Anton - basso
- Peter Timmins - batteria
- Jaro Czerwinec - accordion
- Jeff Bird - armonica
- David Houghton - percussioni
- Spencer Evans - pianoforte
- The Maureen Doidge Tambourine Orkestrah - tamburello
- Rob Summerville - trombone
- Tom Walsh - trombone
- Colin Couch - tuba

This Street, That Man, This Life
- Margo Timmins - voce
- Michael Timmins - chitarra
- Alan Anton - basso
- Peter Timmins - batteria

A Horse in the Country
- Margo Timmins - voce
- Michael Timmins - chitarra
- Alan Anton - basso
- Peter Timmins - batteria
- David Houghton - percussioni
- Spencer Evans - pianoforte

If You Were the Woman and I Was the Man
- Margo Timmins - voce
- Michael Timmins - chitarra
- Alan Anton - basso
- Peter Timmins - batteria
- Spencer Evans - clarinetto
- John Prine - voce

Murder, Tonight, in the Trailer Park
- Margo Timmins - voce
- Michael Timmins - chitarra
- Alan Anton - basso
- Peter Timmins - batteria
- Ken Myhr - chitarra solista
- Tony Quarrington - chitarra solista

Black Eyed Man
- Margo Timmins - voce
- Michael Timmins - chitarra
- Alan Anton - basso
- Peter Timmins - batteria
- Jaro Czerwinec - accordion
- Bob Doidge - chitarra acustica
- Jeff Bird - armonica
- Don Rock - chitarra lap steel
- Ken Myhr - chitarra solista
- David Houghton - percussioni

Winter's Song
- Margo Timmins - voce
- Michael Timmins - chitarra
- Alan Anton - basso
- Peter Timmins - batteria
- Jaro Czerwinec - accordion
- Bob Doidge - violoncello
- Dave Allen - fiddle
- Jeff Bird - armonica, mandolino

The Last Spike
- Margo Timmins - voce
- Michael Timmins - chitarra
- Alan Anton - basso
- Peter Timmins - batteria
- Lewis Melville - banjo
- David Houghton - percussioni

Cowboy Junkies Lament
- Margo Timmins - voce
- Michael Timmins - chitarra
- Alan Anton - basso
- Peter Timmins - batteria

Townes' Blues
- Margo Timmins - voce
- Michael Timmins - chitarra
- Alan Anton - basso
- Peter Timmins - batteria
- Ken Myhr - chitarra solista

To Live Is to Fly
- Margo Timmins - voce
- Michael Timmins - chitarra
- Alan Anton - basso
- Peter Timmins - batteria
- David Allen - fiddle
- Jeff Bird - mandolino
- David Houghton - percussioni